# 太陽化学
太陽化学株式会社（たいようかがく、英: Taiyo Kagaku Co. Ltd.）は、食品用の乳化剤や安定剤、鶏卵加工品などの食品素材を製造・販売する企業。名古屋証券取引所メイン市場単独上場銘柄である。

## 主力製品・事業
- 乳化安定剤
- 食品用乳化剤
- 液卵
- 緑茶抽出物

## 主要事業所
- 本社・南部工場 - 三重県四日市市山田町800
- 東京本社 - 東京都港区浜松町1-6-3
- 塩浜工場・研究所 - 三重県四日市市宝町1-3

## 沿革
- 1946年（昭和21年）5月 - 太陽化学工業有限会社として設立。
- 1948年（昭和23年）1月 - 株式会社に組織変更。
- 1948年（昭和24年）9月 - 食品用香料の製造を開始。
- 1952年（昭和27年）1月 - 食品用乳化剤の開発に日本で初めて成功。
- 1957年（昭和32年）5月 - 食品用安定剤の製造を開始。
- 1958年（昭和33年）11月 - 太陽フード株式会社を設立し、鶏卵加工品の製造を開始。
- 1963年（昭和38年）12月 - 太陽観光株式会社を合併し、観光事業部が発足。
- 1975年（昭和50年）5月 - 加工乳糖の製造を開始。
- 1978年（昭和53年）6月 - マイクロ波加工法による即席食品素材の販売を開始。
- 1979年（昭和54年）8月 - 財団法人三重食品分析開発センターを設立。
- 1981年（昭和56年）4月 - 太陽化学工業株式会社と太陽フード株式会社が合併し、太陽化学株式会社に社名を変更。
- 1986年（昭和61年）11月 - 名古屋証券取引所第2部に株式を上場。
- 1988年（昭和63年）8月 - 緑茶抽出物「サンフェノン」の製造を開始。
- 1989年（平成元年）1月 - 水溶性食物繊維「サンファイバー」の製造を開始。
- 1994年（平成6年）3月 - タイヨーインタナショナルインクを設立。
- 1995年（平成7年）5月 - 開封金明食品有限公司（現・開封太陽金明食品有限公司）を設立。
- 2000年（平成12年）6月 - 南部工場がISO9001を認証取得。
- 2001年（平成13年）7月 - 上海事務所を開設。
- 2002年（平成14年）3月 - タイヨーインターコリアリミテッドを設立。
- 2002年（平成14年）9月 - タイヨールシードプライベイトリミテッドを設立。
- 2004年（平成16年）2月 - 無錫太陽緑宝科技有限公司を設立。
- 2004年（平成16年）4月 - 太陽食品（天津）有限公司を設立。
- 2006年（平成18年）1月 - 上海太陽食研国際貿易有限公司を設立。
- 2012年（平成24年）4月 - 開封香麦士食品有限公司、Taiyo GmbHを設立。
- 2012年（平成24年）10月 - 香奈維斯（天津）食品有限公司を設立。

## 関連会社

### 海外グループ企業
- 開封太陽金明食品有限公司（中国開封市）
- 開封香麦士食品有限公司（中国開封市）
- 太陽食品（天津）有限公司（中国天津市）
- 香奈維斯（天津）食品有限公司（中国天津市）
- 無錫太陽緑宝科技有限公司（中国無錫市）
- 上海太陽食研国際貿易有限公司（中国上海市）
- タイヨールシードプライベイトリミテッド（インドマハラシュトラ州ムンバイ）
- タイヨーインタナショナルインク（米国ミネソタ州ミネアポリス）
- タイヨーインタコリアリミテッド（韓国ソウル特別市瑞草区）
- Taiyo GmbH（ドイツ・ シュトゥットガルト）